# Distretto di Huamachuco
Il distretto di  Huamachuco è uno degli otto distretti della provincia di Sánchez Carrión, in Perù. Si trova nella regione di La Libertad e si estende su una superficie di  424,13 chilometri quadrati.